# البحرية الأرجنتينية
البحرية الأرجنتينية هي البحرية التابعة لدولة الأرجنتين وهي واحدة من الفروع الثلاثة للقوات المسلحة لجمهورية الأرجنتين، جنبا إلى جنب مع الجيش والقوات الجوية.
يتم الاحتفال بيوم البحرية الأرجنتينية في 17 مايو، وهو ذكرى النصر في عام 1814 في معركة مونتيفيديو على الأسطول الإسباني أثناء حرب الاستقلال.

### اقتباسات
1. ↑  "A 210 años del Combate Naval de San Nicolás" (بالإسبانية). {{استشهاد ويب}}: soft hyphen character في |title= في مكان 23 (help)
2. ↑  "En el Día de la Armada Argentina, inauguraron el busto del almirante Brown en la costanera" (بالإسبانية).
3. ↑  "Hoy se conmemora el Día de la Armada Argentina" (بالإسبانية).
4. ↑  "Historia de la Armada Argentina (in Spanish)". ara.mil.ar. مؤرشف من الأصل في 2008-12-16. اطلع عليه بتاريخ 2018-04-28.